# Siphonophora relicta
Siphonophora relicta är en mångfotingart som beskrevs av Chamberlin 1923. Siphonophora relicta ingår i släktet Siphonophora och familjen Siphonophoridae. Inga underarter finns listade i Catalogue of Life.